# آدم روني
أدم روني (21 أبريل 1988 بدبلن في جمهورية أيرلندا - ) (بالإنجليزية: Adam Rooney)‏ هو لاعب كرة قدم أيرلندي في مركز الهجوم. شارك مع منتخب جمهورية أيرلندا تحت 17 سنة لكرة القدم ومنتخب جمهورية أيرلندا تحت 19 سنة لكرة القدم ومنتخب جمهورية أيرلندا تحت 21 سنة لكرة القدم. أما مع النوادي، فقد لعب مع أولدهام أثلتيك وبرمنغهام سيتي وستوك سيتي وسويندون تاون ونادي أبردين ونادي إنفرنيس ونادي بوري ويوفل تاون ونادي تشيسترفيلد وCrumlin United F.C. ‏.

## وصلات خارجية
- أدم روني على موقع قاعدة بيانات كرة القدم.إي يو (الإنجليزية)
- أدم روني على موقع Soccerbase.com (لاعب) (الإنجليزية)
- أدم روني على موقع Soccerway.com (الإنجليزية)
- أدم روني على موقع عالم كرة القدم.نت (الإنجليزية)